# 瓦莲京娜·纳戈尔纳娅
瓦莲京娜·纳戈尔纳娅（1991年3月4日—）是一名吉尔吉斯斯坦现代五项运动员，身高1.66米，体重52千克。曾参加2010年广州亚运会现代五项比赛，并获得女子个人第十四名和。